# Lac de Serre-Ponçon
Der Lac de Serre-Ponçon [lak də sɛʁ pɔ̃sɔ̃] ist ein Stausee in den französischen Westalpen in den Departments Hautes-Alpes und Alpes-de-Haute-Provence.

## Staudamm
Sein von 1955 bis 1961 errichteter 124 m hoher und 630 m langer Staudamm staut die obere Durance. Europas größter Erddamm ist an seiner Basis 123 m dick und enthält über 14 Millionen Kubikmeter Material. Vor der Seeflutung mussten 1500 Personen umgesiedelt werden. Außerdem wurden die Bahnstrecke Veynes–Briançon sowie zwei Nationalstraßen (N94 und N100) verlegt. Die nicht fertiggestellte Bahnstrecke Chorges–Barcelonnette wurde auf einer Länge von 10 Kilometern überflutet. Einige Brücken, darunter die Pfeiler der 70 m hohen Brücke über die Durance, wurden gesprengt. Das Chanteloube-Viadukt blieb erhalten und kann bei Niedrigwasser begangen werden. Die den See querende Pont de Savines wurde gebaut, um das neu angelegte Savines-le-Lac an die verlegte N94 anzuschließen.

## Energieerzeugung
Der 20 km lange und maximal 120 m tiefe Stausee hat einen Wasserinhalt von 1,2 Milliarden Kubikmetern und bedeckt eine Fläche von 29 Quadratkilometern. Er dient vor allem der Stromerzeugung. Das unterirdische Elektrizitätswerk hat ein Regelarbeitsvermögen von jährlich etwa 700 Millionen Kilowattstunden, was 10 Prozent der in Frankreich aus Wasserkraft gewonnenen Energie darstellt und 100 % des Energiebedarfs des Départements Hautes-Alpes entspricht. Flussabwärts stehen weitere Elektrizitätswerke, die über einen Kanal ebenfalls vom Wasser des Sees angetrieben werden.

## Hochwasserschutz
Zusätzlich dient der Staudamm dem Hochwasserschutz und der Stausee der Bewässerung und Trinkwasserversorgung. Die ersten Ideen zum Bau eines hochwasserregulierenden Staudamms an der Durance reiften nach den katastrophalen Überschwemmungen, die in den Jahren 1843 und 1856 insbesondere den Unterlauf in der Gegend um Avignon trafen.
Die Talsperre erreicht ihr Stauziel in der Regel nach der Schneeschmelze im späten Frühjahr, Frühsommer (Mai/Juni). Danach wird der Wasserstand kontinuierlich durch Bewässerung und die industrielle Nutzung abgesenkt und erreicht den niedrigsten Stand am Ende des Winters (Februar, März).

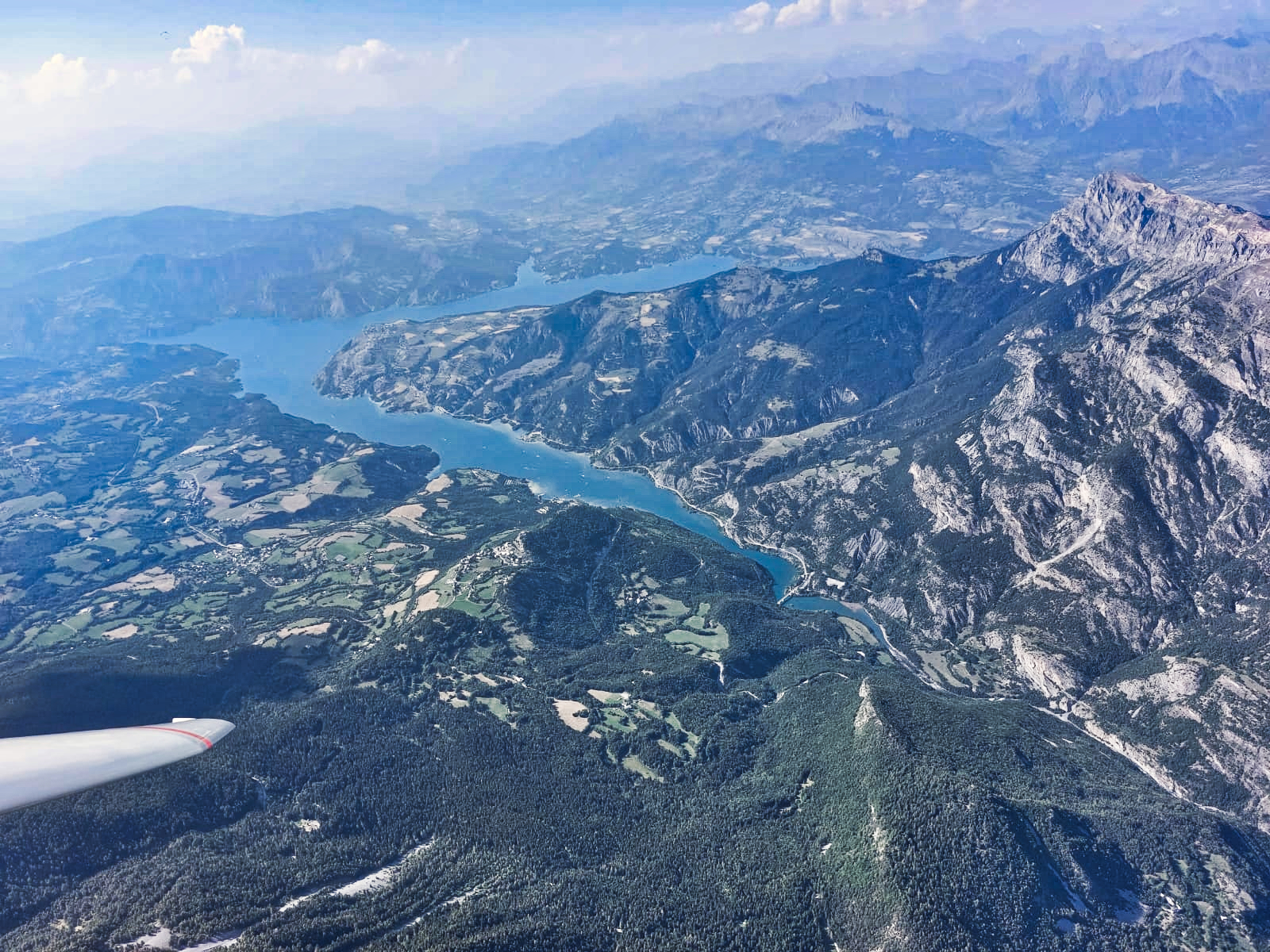
Lac de Serre-Ponçon, aufgenommen aus 2000 m Höhe

## Sonstige Nutzung
Der Lac de Serre-Ponçon wird intensiv touristisch genutzt.
Am nördlichen Ufer, in der Nähe des Campingplatzes Roustou, steht auf einer kleinen Anhöhe die Kapelle Saint-Michel. Ursprünglich sollte sie im Zuge des Staudammbaus abgerissen werden, was aber unterblieb, da sie über dem maximal zu erwartenden Wasserpegel steht. Bei niedrigem Wasserstand ist sie vom Ufer aus zu Fuß erreichbar, bei hohem Wasserstand bildet die Anhöhe eine kleine Insel im See.

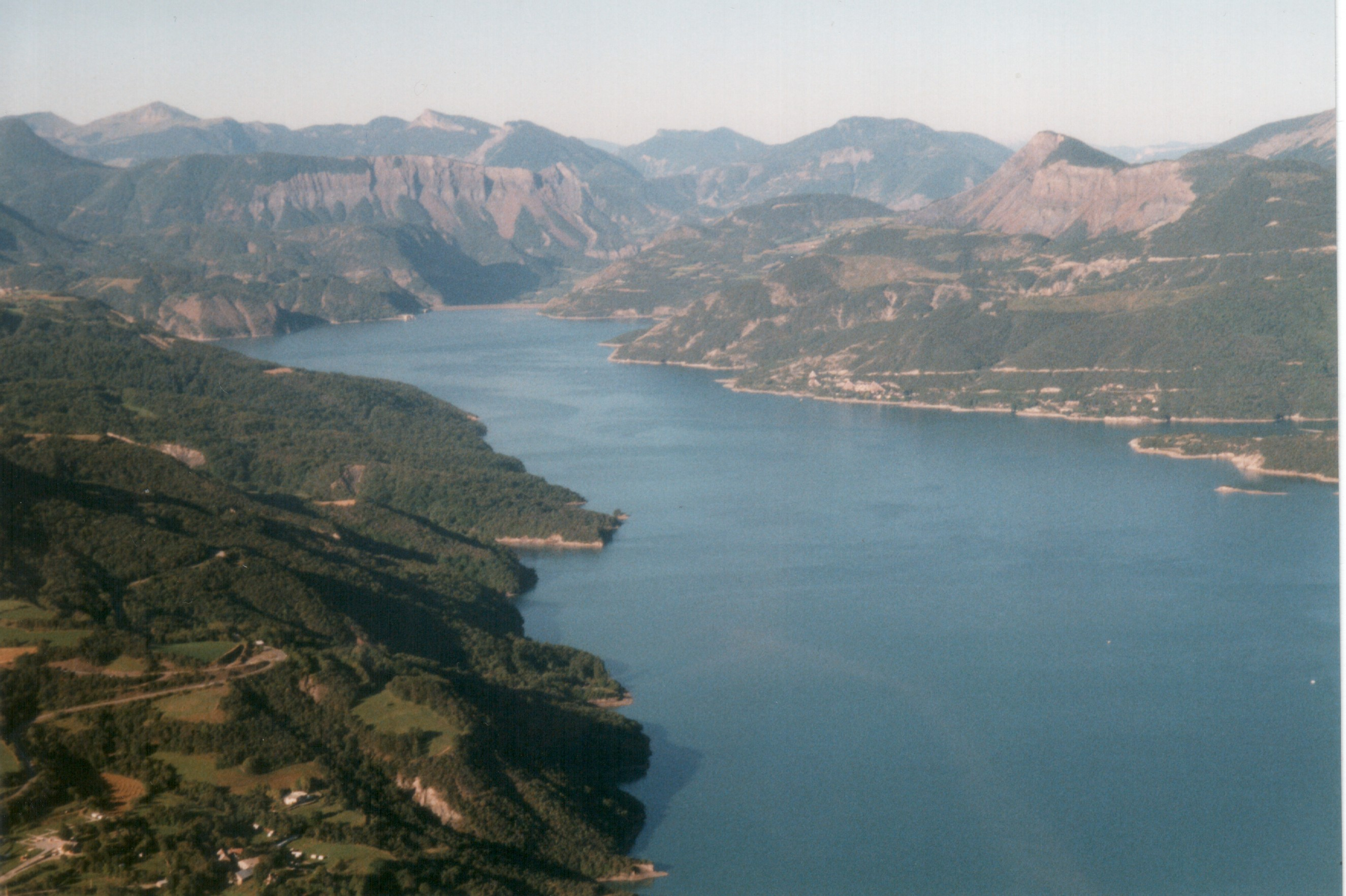
Lac de Serre-Ponçon, am Ende des Sees der Staudamm
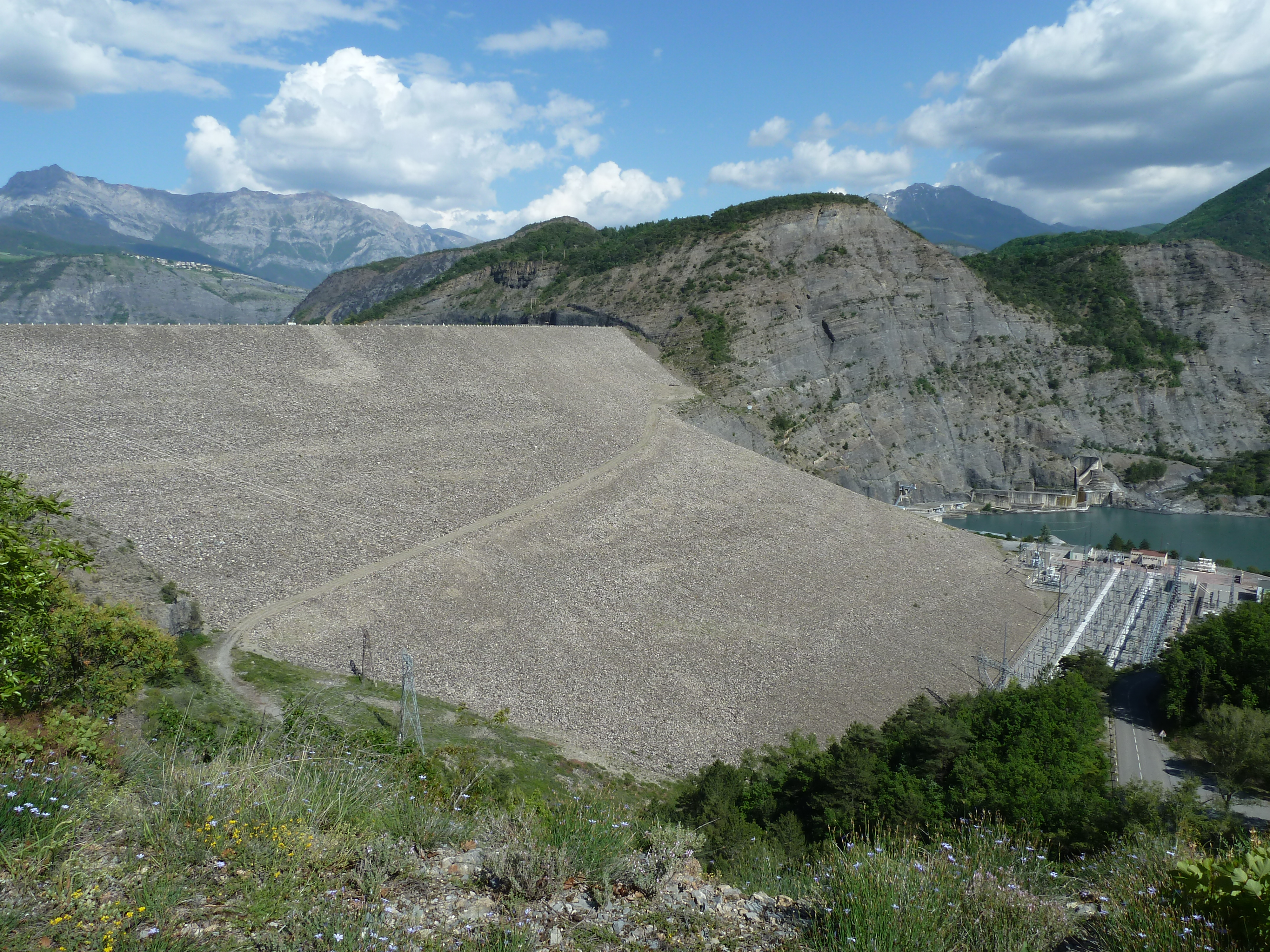
Staudamm
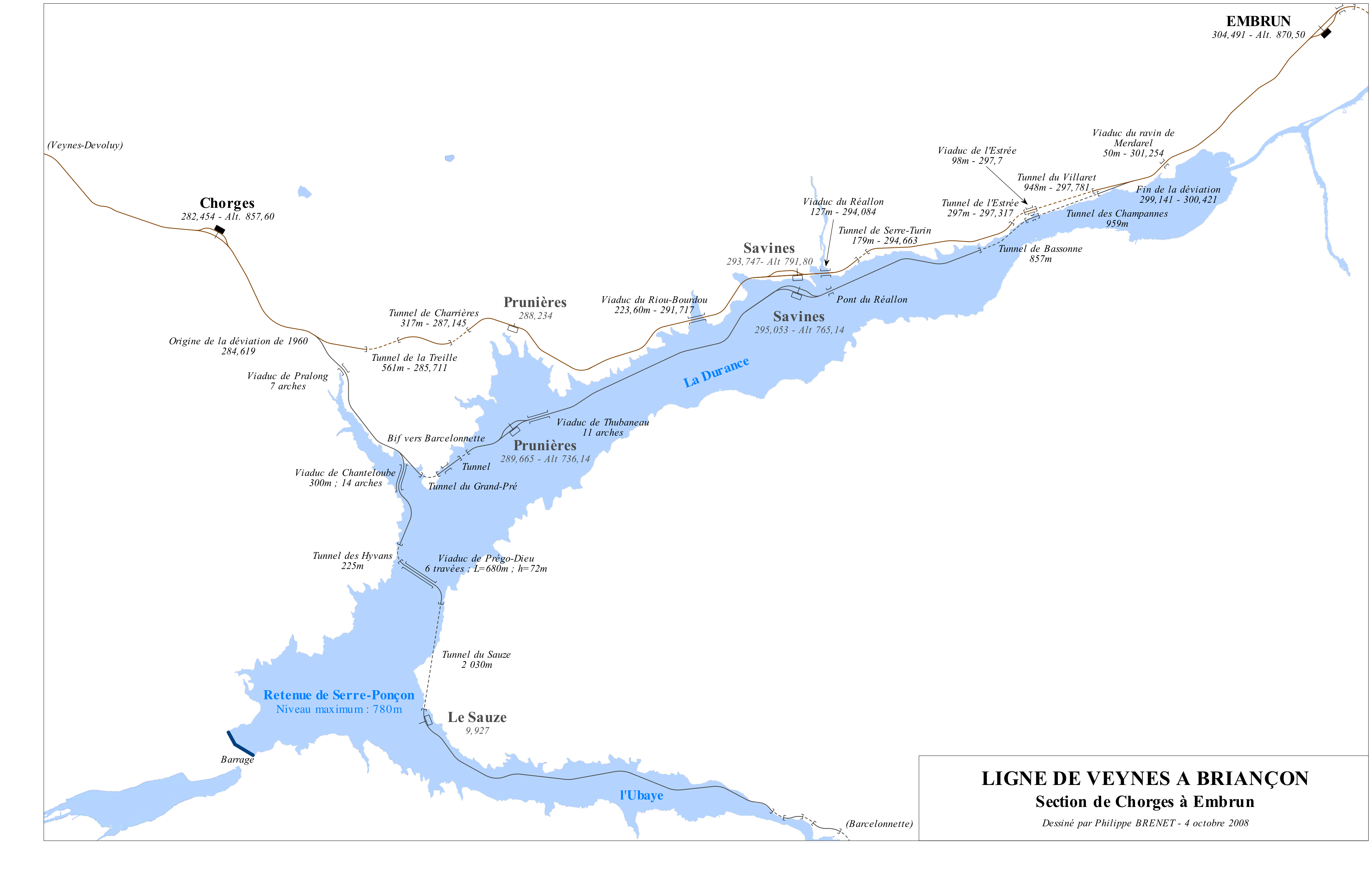
Verlauf der Eisenbahnstrecken vor und nach der Aufstauung
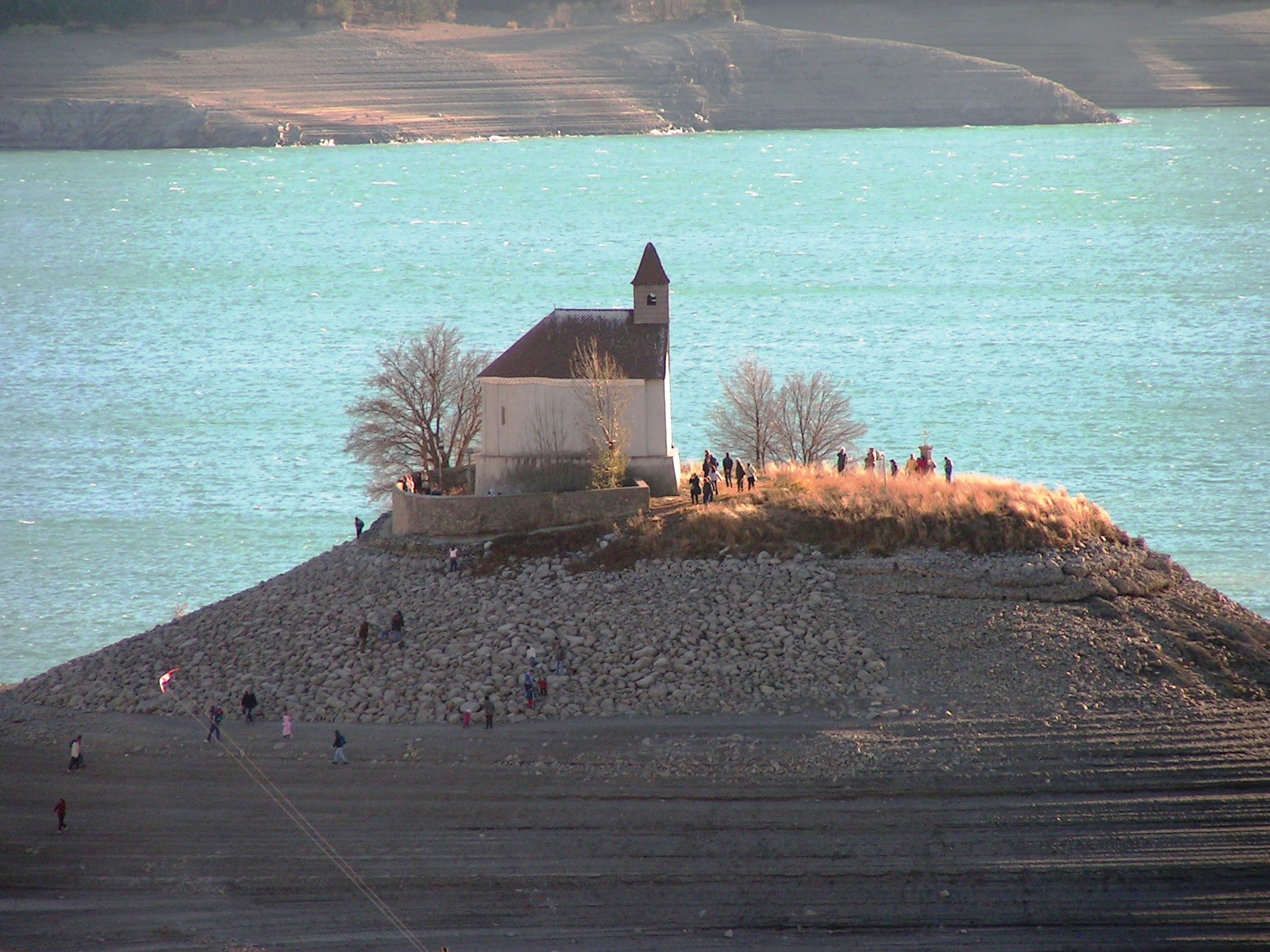
Kapelle Saint-Michel bei Niedrigwasser